# Jakob van Hoddis
Hans Davidsohn, connu sous le pseudonyme Jakob van Hoddis, est un poète allemand expressionniste, né le 16 mai 1887 à Berlin, mort en 1942 à Sobibor. Ami de Georg Heym, il fut l'un des précurseurs du dadaïsme. Poète, juif et malade mental, il est l'une des victimes les plus symboliques de la politique d'extermination des nazis.  
« Nous sommes ici à l'extrême pointe de la poésie allemande », écrit André Breton, « la voix de Van Hoddis nous parvient de la plus haute et la plus fine branche de l'arbre foudroyé. »

## Biographie
Après une scolarité marquée par de nombreux conflits avec ses professeurs, Hans Davidsohn entreprend des études d’architecture, puis de philologie classique. Il est radié des registres de l’Université de Berlin pour « fainéantise ».
En février 1909, il fonde avec quelques amis le Nouveau Club. Début 1910 il prend le pseudonyme « Jakob van Hoddis », anagramme de Hans Davidsohn. Il se lie d’amitié avec Georg Heym, qu’il présente au Nouveau Club.
En avril 1910, il part pour l’Italie en passant par Prague (où il rencontre Max Brod). Ce voyage, dont on ne sait rien, donne naissance à plusieurs poèmes.
Le 1er juin 1910 a lieu la première soirée du Cabaret Néopathétique. 
Le poème Weltende (Fin du monde) paraît en janvier 1911 dans le journal Der Demokrat. 
En janvier 1912, son ami Georg  Heym se noie en patinant sur la Havel. Hoddis ressent quelque temps après de premiers troubles psychiques. 
Interné de force en octobre 1912, il s’échappe de l’hôpital et s’installe à Paris pour quelques semaines. 
Quelques jours après la déclaration de guerre, il est admis dans une clinique privée. En 1915, il est accueilli dans la famille d’un pasteur, en forêt de Thuringe. 
Bien qu'il soit empêché de fréquenter les milieux littéraires, il n’en est pas oublié : en 1916, son poème Hymne est republié dans la revue Cabaret Voltaire où il est salué comme précurseur du dadaïsme. 
En 1922, il est accueilli chez l’aubergiste Julius Dieterle à Tübingen, comme autrefois Hölderlin chez le menuisier Zimmermann. En juin 1927, il est conduit dans un centre neurologique. Diagnostiqué schizophrène, il ne quittera plus les institutions psychiatriques. 
Après l’accession d’Hitler au pouvoir, toute la famille de Hoddis quitte l’Allemagne pour fuir les persécutions antisémites du nouveau régime. Sa mère le confie à une clinique psychiatrique israélite. 
Le 30 avril 1942, les malades et les soignants sont tous déportés au camp de Sobibor et gazés, probablement  en mai ou juin 1942.